# Eukaliptus (film)
Eukaliptus (ang. Eucalyptus) – polski film reklamowany jako western erotyczny. Został wyprodukowany w 2001 roku, jego premiera miała miejsce w 2002 roku. Został zrealizowany w wersji anglojęzycznej.

## Fabuła
Akcja toczy się w Rio Bravo na Dzikim Zachodzie. Główny bohater, tajemniczy rewolwerowiec Sony Holiday jest obdarzony owianym legendą przyrodzeniem (Eukaliptusem). Sprawia to, że cieszy się on powodzeniem u kobiet, co jednak wywołuje zazdrość i wrogość ze strony innych rewolwerowców.

## Obsada
- Adam Ferency - szeryf John Grzbiet
- Leszek Zdybał - Sony Holiday
- Dorota Stalińska - prostytutka Sheila
- Krzysztof Globisz - Billy Rosenkrantz
- Renata Dancewicz - prostytutka Lo
- Henryk Kluba - pastor w Rio Bravo
- Dariusz Starczewski - Ricky Martini
- Jerzy Nowak - Pancho Almodovar, mąż Grzbieta
- Jan Peszek - lekarz zmieniający płeć Grzbieta
- Ryszard Kotys - ojciec Sony'ego
- Tomasz Obara - Indianin
- Magda Biegańska - prostytutka Sheila w młodości
- Juliusz Krzysztof Warunek - więzień
- Dżafar Mezher - indiański chłopak
- Maciej Wilewski - klient Sheili

## Nagrody
Eukaliptus był nominowany do Orłów 2003 za najlepsze zdjęcia, a także brał udział w konkursie głównym na Festiwal Polskich Filmów Fabularnych w Gdyni w 2001 roku.